# Dogsomyn Bodoo
Dogsomyn Bodoo (mongol: Догсомын Бодоо; 1885-31 de agosto de 1922) fue un lama mongol y miembro fundador del Partido Revolucionario del Pueblo Mongol. Fue primer ministro de Mongolia entre el 16 de abril de 1921 y el 7 de enero de 1922. Fue ejecutado por cargos de conspirar contra el gobierno en 1922.
Nació en Mandsir Hutagt en la actual provincia de Töv. Estudió en la Escuela de Literatura y Lengua Mongol en Niislel Hüree (actual Ulán Bator) y se convirtió en escriba en el Shaviyn Yaam (oficina de asuntos religiosos) y luego fue profesor de idioma mongol en la escuela de intérpretes del consulado ruso. Estudió la literatura mongol, tibetana, manchú y china. Fue redactor del periódico Mongolyn Sonin Bichig de Harbin, bajo el seudónimo de "Bold" o "Bo" y corresponsal y editor del Shine Tol' y del Niislel Hüreeniy Sonin Bichig.
Mientras estuvo en el consulado ruso, Bodoo tuvo acercamientos con varios rusos y estos le enseñaron sobre el movimiento bolchevique. En 1919 fundó la organización revolucionaria secreta Konsulyn Denj, y que finalmente se unió con la organización Züün Hüree de Süjbaatar y crearon el Partido del Pueblo Mongol. Entre los miembros fundados del Konsulyn Denj estuvieron Dambyn Chagdarjav y Horloogiyn Choybalsan, quienes era intérpretes rusos. Bodoo fue miembro de la delegación del partido, junto con Sükhbaatar, Chagdarjav, Choilbasan y Soliin Danzan que viajó a la Unión Soviética en 1920 con el fin de establecer un contacto con los bolcheviques.
Con el establecimiento del gobierno provisional revolucionario en Mongolia, Bodoo fue nombrado en marzo de 1921 como ministro de Exteriores, y desde el 16 de abril como primer ministro, sustituyendo a Chagdarjav. El 14 de septiembre de 1921, Bodoo firma y proclama la Declaración de Independencia de Mongolia. No obstante, la rivalidad entre Bodoo y Soliin Danzan se intensificó cuando Danzan perdió su puesto como líder del partido ante un pariente de Bodoo. Danzan, que trabaja como ministro de Finanzas de Bodoo, ejecutó varios planes con el fin de remover a Bodoo del cargo convenciendo y persuadiendo a figuras influyentes que Bodoo era "corto de temperamento y de visión" y como no era una persona seria debía ser removido.
A finales de 1921 Bodoo causó una polémica cuando él lanzó una campaña (con la ayuda de la Unión de Jóvenes Revolucionarios Mongoles) de "modernizar" al pueblo, suprimiendo el uso del deel (vestido nacional de las mujeres) entre otras medidas. A pesar de que la Unión de Jóvenes fue fundado en 1921 para combatir cualquiera actividad contrarrevolucionaria, los rivales del partido incluyendo Choibalsan, Danzan y Rinchino usaron el movimiento para purgar a sus enemigos. Danzan, instigado por los soviéticos, usó la polémica para acusar a Bodoo de planear con el líder independentista Ja Lama y con los chinos y estadounidenses de destruir la revolución y establecer un gobierno autocrático. Bodoo fue relevado del gobierno el 7 de enero de 1922 por razones de salud.
No obstante, Danzan siguió presionando con la idea de la conspiración y Bodoo junto con varios ministros y su predecesor Dambyn Chagdarjav, fueron encarcelados y acusados de ser enemigos reaccionarios. Bodoo fue interrogado por un agente soviético y luego ejecutado de un disparo el 31 de agosto de 1922. Con el fin de evitar una rebelión de parte del clero lamaísta, ya que Bodoo era lama, los líderes del partido incluyendo a Sükhbaatar pidieron a la santa encarnación, el Jalkhanz Khutagt Sodnomyn Damdinbazar que fuese el próximo primer ministro.